# سلوین پورتر
سلوین پورتر (انگلیسی: Selwyn Porter; ۲۳ فوریهٔ ۱۹۰۵ – ۹ اکتبر ۱۹۶۳) فرد نظامی اهل استرالیا بود. وی همچنین برندهٔ جوایزی همچون نشان امپراتوری بریتانیا و نشان سلطنتی ویکتوریایی شده‌است.